# Joël de Oliveira Monteiro
Joël de Oliveira Monteiro, conosciuto solo come Joël (Rio de Janeiro, 1º maggio 1904 – Rio de Janeiro, 6 aprile 1990), è stato un calciatore brasiliano.

## Carriera
Nella sua breve carriera, Joël giocò per l'América di Rio de Janeiro.
Con la Nazionale brasiliana disputò il Mondiale 1930.

## Palmarès

### Club
- Campionato Carioca: 1

América: 1928